# Lomon
Lomon (kor. 로몬), właśc. Park Solomon (kor. 박솔로몬; ur. 11 listopada 1999 w Taszkencie) – południowokoreański aktor i model. 

## Życiorys
Lomon zadebiutował w 2014 roku w dwóch serialach koreańskich: Baengnyeon-ui sinbu i Jeonseor-ui manyeo. W 2019 Lomon zagrał w chińskim serialu Lookism.
W 2022 roku zagrał w serialu Netflixa All of Us Are Dead wcielając się w role Su-hyeoka. 19 stycznia 2022 podpisał kontrakt z Big Smile Entertainment.

## Filmografia

### Filmy
| Rok  | Tytuł               | Rola      | Źr.   |
| ---- | ------------------- | --------- | ----- |
| 2015 | The Empty Home      | Yoon Chan | [ 3 ] |
| 2015 | Earth to the Galaxy | Ji-gu     | [ 3 ] |
| 2016 | Horror Stories 3    | PZ3000    | [ 3 ] |

### Seriale
| Rok  | Tytuł                | Rola                          | Źr.   |
| ---- | -------------------- | ----------------------------- | ----- |
| 2014 | Baengnyeon-ui sinbu  | Choi Kang-joo (młody)         | [ 3 ] |
| 2014 | Jeonseor-ui manyeo   | Ma Do-hyun (młody)            | [ 3 ] |
| 2015 | Doctors              | Hong Ji-hong (nastolatek)     | [ 3 ] |
| 2016 | Król zakupów Louie   |                               | [ 3 ] |
| 2017 | Pasuggun             | Yoon Si-wan                   | [ 3 ] |
| 2017 | Boksunoteu           | Shin Ji-hoon                  | [ 3 ] |
| 2019 | Lookism              | "Handsome" Tuo Wen Shuai/Kris | [ 3 ] |
| 2022 | W szale zemsty       | Ji Soo-heon                   | [ 4 ] |
| 2022 | Third Person Revenge | Ji Soo-heon                   | [ 5 ] |
| 2022 | All of Us Are Dead   | Lee Su-hyeok                  | [ 3 ] |
| 2025 | Human from Today     | Kang Si-yeol                  | [ 6 ] |